# Ласситер, Аманда
Аманда Ласситер (англ. Amanda Lassiter; родилась 9 июня 1979 года в Сан-Франциско, штат Калифорния, США) — американская профессиональная баскетболистка, выступавшая в женской национальной баскетбольной ассоциации. Она была выбрана на драфте ВНБА 2001 года в первом раунде под пятнадцатым номером клубом «Хьюстон Кометс». Играла на позиции лёгкого форварда.

## Ранние годы
Аманда Ласситер родилась 9 июня 1979 года в городе Сан-Франциско (штат Калифорния), училась там же в средней школе имени Джорджа Вашингтона, в которой выступала за местную баскетбольную команду.